# Lavandula stoechas
Lavandula stoechas, de nome comum alfazema, também chamada  rosmaninho, é uma planta típica da região mediterrânica.
O rosmaninho tem o aroma característico das "lavandas", ou alfazemas , e tradicionalmente era utilizado para cobrir o chão durante as procissões O rosmaninho, ou alfazema, era também utilizado como combustível nas fogueiras dos santos populares, e continua a ser também usado em perfumaria, ornamentação e para fins medicinais, apesar da sua toxicidade, pela presença de cumarinas em grande quantidade.

## Subespécies
Possui 2 subespécies reconhecidas
- L. stoechas pedunculata - anteriormente considerada L. pedunculata. Tem variação considerável dentro da subespécie, podendo ser subdividida em várias formas. É nativa de muitas regiões do mediterrâneo, com algumas populações nas costas atlânticas de Espanha e Marrocos.[2]
- L. stoechas luisieri -  possui pétalas menos interconectadas. Encontra-se principalmente em Portugal e regiões adjacentes de Espanha.[2]